# Bussières (Puy-de-Dôme)
Bussières é uma comuna francesa na região administrativa de Auvérnia-Ródano-Alpes, no departamento Puy-de-Dôme. Estende-se por uma área de 13,2 km². Em 2010 a comuna tinha 91 habitantes (densidade: 6,9 hab./km²).